# Collezione di Silvio Valenti Gonzaga

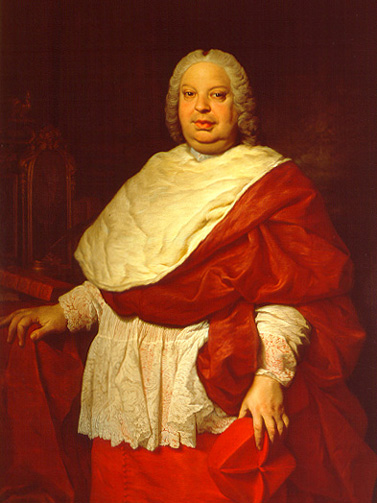
Pierre Subleyras, Ritratto del cardinale Silvio Valenti Gonzaga

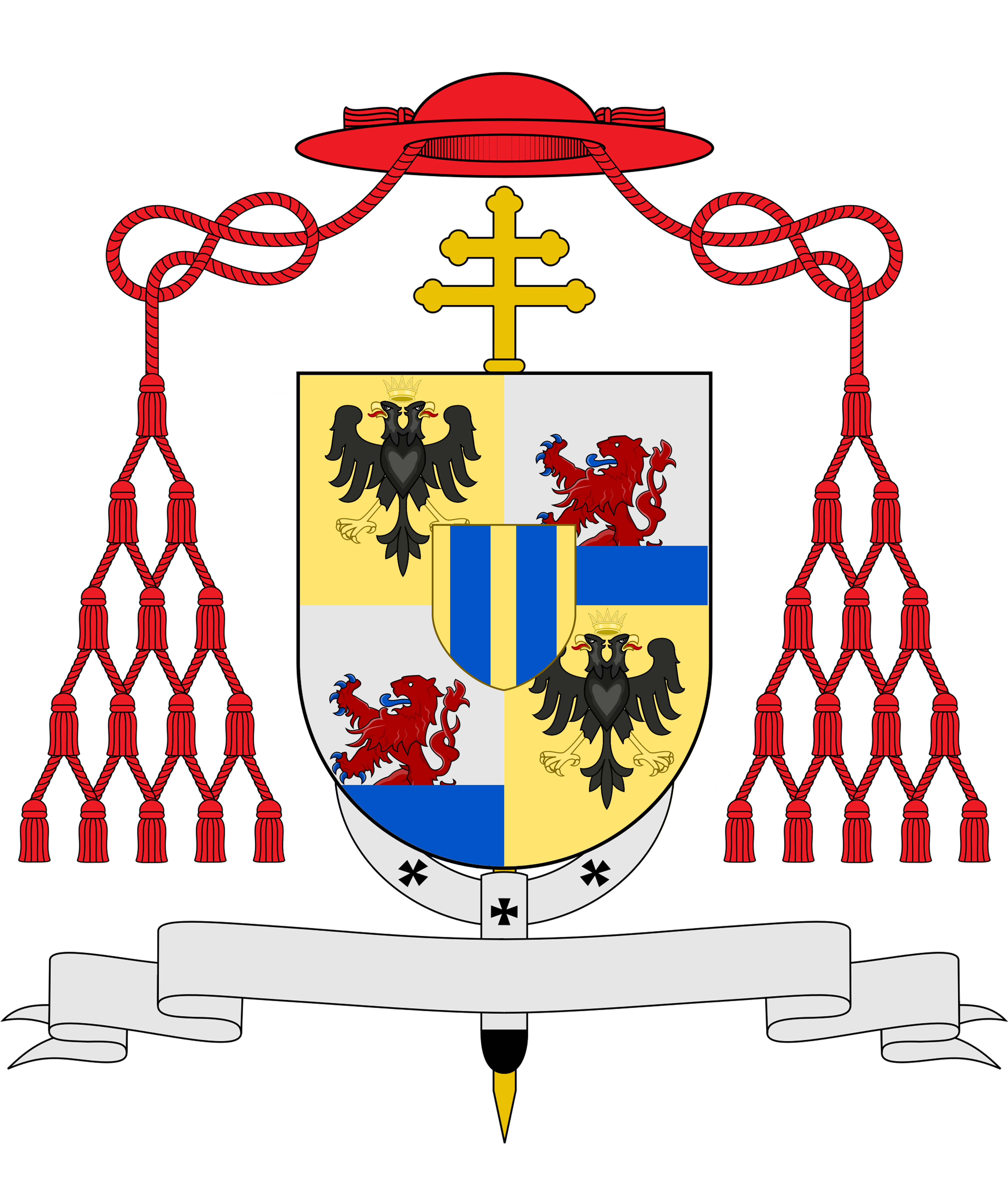
Stemma del cardinale Silvio Valenti Gonzaga

La collezione di Silvio Valenti Gonzaga è stata una collezione d'arte nata a Roma nel Settecento e appartenuta all'eponimo cardinale mantovano.
Fu una delle principali raccolte d'arte del XVIII secolo, in gran parte smembrata nella seconda metà del secolo con due aste tenutesi ad Amsterdam e oggi finita in svariati musei del nord Europa, in particolar modo a Copenaghen dove sono diciannove pezzi dell'antica raccolta, e poi nel 1808, con la vendita da parte degli eredi alla famiglia Torlonia di circa 44 opere della collezione, oggi confluiti alle Gallerie nazionali di palazzo Barberini a Roma.
La collezione comprendeva opere di Velazquez, Parmigianino, Tiziano, Bartolomeo Manfredi, Annibale Carracci, Andrea Mantegna, Giovanni Paolo Pannini e altri.

## Storia

### Settecento

#### Il contesto storico

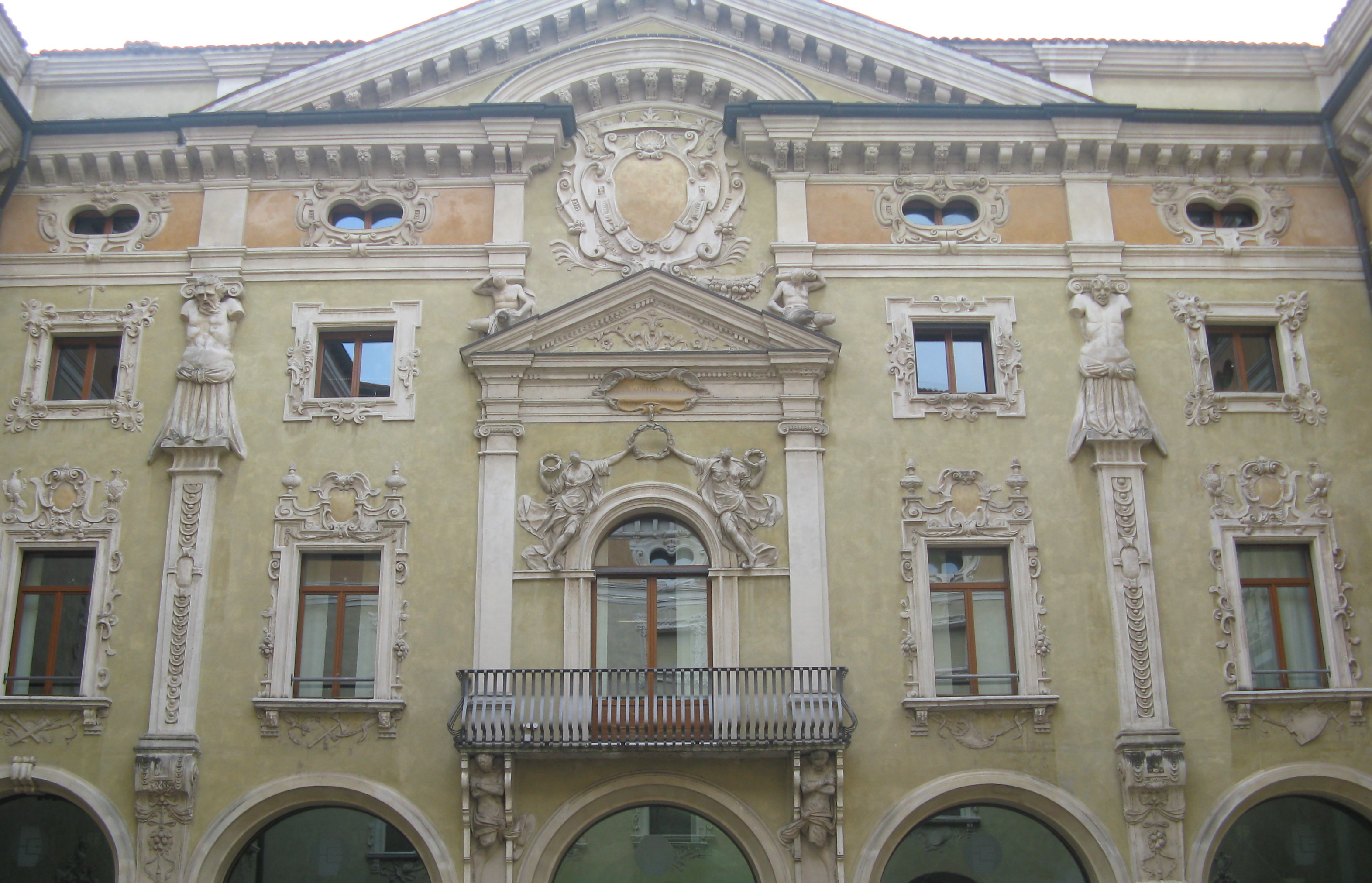
Palazzo Valenti Gonzaga di Mantova

L'origine familiare colta e attenta al collezionismo artistico fu determinante per lo sviluppo della sensibilità al bello di Silvio Valenti Gonzaga, che si animarono ancor di più durante le attività diplomatiche per la Santa Sede in Austria, nei Paesi Bassi e in Spagna, dove ebbe modo di accrescere i propri interessi culturali.
Nel 1740 il cardinale Valenti Gonzaga aderì al partito del cardinale Neri Maria Corsini, suo intimo amico, cui lascerà in eredità un arazzo raffigurante un Presepe. Inoltre svolse un ruolo di mediatore tra il Corsini, nipote di papa Clemente XII, e il neoeletto successore Benedetto XIV, presso cui il Valenti assunse il ruolo di Segretario di Stato.
Tra il 1748 e il 1750 il cardinale firmò gli editti del pontefice Lambertini, con i quali si tutelavano i beni artistici e archeologici materiali e immateriali, nonché gli archivi e i documenti della Roma antica e moderna. Nella prima metà del XVIII secolo infatti la città fu epicentro di interessi tra collezionismo e mercato selvaggio di opere artistiche, che si rese necessario regolamentare per tutelare l'integrità del suo patrimonio. Dopo prime leggi in tal senso avute durante il pontificato Albani, un decisivo passo in avanti in tal senso si ottenne con quello di Benedetto XIV, di cui il Valenti Gonzaga faceva parte ricoprendo un ruolo cruciale.
Fu infatti emanato l'editto di sostanziale divieto di esportazione fuori dai confini dello Stato della Chiesa di ogni produzione artistica antica e moderna che avesse un valore superiore ai cento scudi. Di contro, qualsiasi opera alienata illegalmente e requisita dalla Chiesa, veniva esposta nelle neo costituite Gallerie del Campidoglio, a beneficio del papa e degli studiosi.
Silvio Valenti Gonzaga rappresentò dunque un tassello fondamentale della Pinacoteca Capitolina, poiché persuase il papa ad acquistarne il nucleo originario: la collezione Sacchetti e quella Pio di Savoia.

#### Lo sviluppo della collezione
Le prime opere della collezione il cardinale le comperò durante le varie missioni diplomatiche per la Santa Sede effettuate nei territori austriaci, a Bruxelles tra il 1731 e il 1735 e in Spagna (tra il 1735 e il 1740). Grazie ai rapporti instaurati con illustri famiglie europee, il cardinale fu al centro di una fitta rete di relazioni che gli consentirono essere sempre aggiornato sui gusti e sul mercato artistico del tempo. La maggior parte delle opere furono reperite ad ogni modo nel mercato romano, particolarmente proficuo e attivo in tal senso.
La collezione arrivò a essere composta da 832 pezzi, oltre a una fornita biblioteca, porcellane, tappezzerie cinesi, arazzi, strumenti di fisica e di ottica, qualche statua ed erbari. La raccolta venne disposta tutta tra la villa fatta costruire a Roma nella vigna comperata nel 1749 dalla famiglia Cacciaporci, che sorgeva tra le attuali via XX settembre e via Piave, cosiddetta villa Paolina e che poi diverrà successivamente Bonaparte, utilizzata per lo più come casino di buen retiro, e il palazzo del Quirinale, che invece fungeva come da prassi quale dimora del Segretario di Stato del papa.

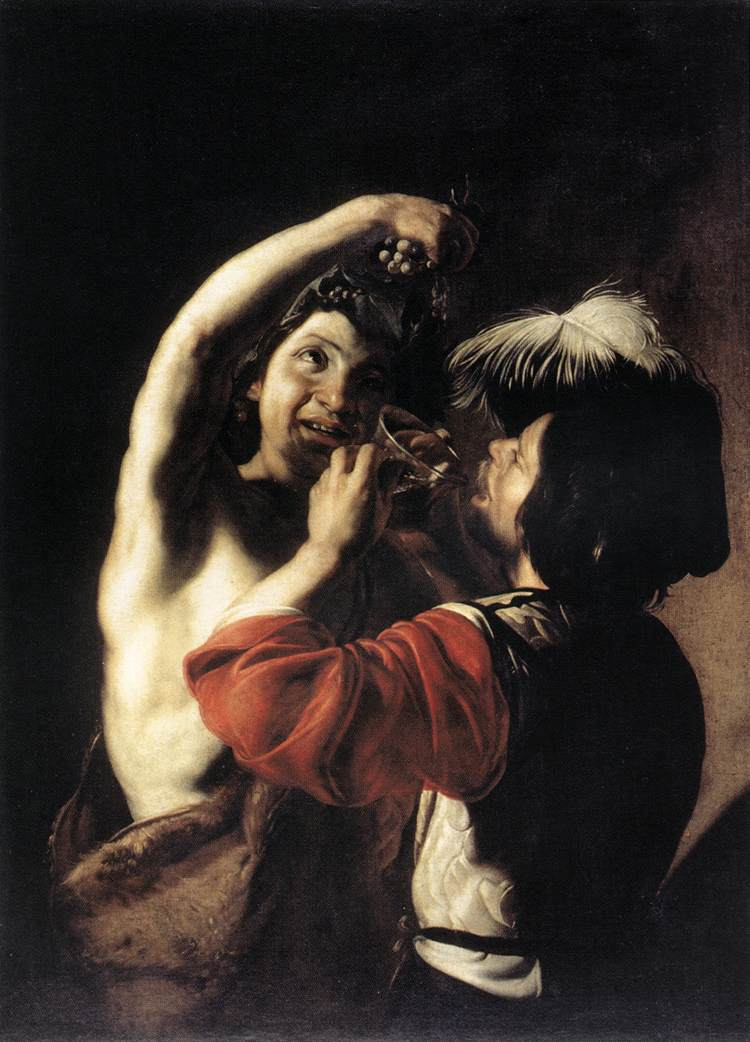
Bartolomeo Manfredi, Bacco e un bevitore

La collezione era per metà composta da quadri con soggetti sacri, mentre l'altra metà era suddivisa tra quadri a soggetto profano, paesaggi (di cui dieci erano assegnati a Gaspar van Wittel e undici a Jan Frans van Bloemen) e svariati ritratti. Di questi ultimi negli inventari antichi erano registrati quattro autoritratti di pittori (Orazio Borgianni, Andrea Sacchi, Lanfranco e Subleyras), nove ritratti di cardinali e sei di papi (di cui le due copie di Innocenzo X e Giulio II), oltre a un numero consistente di effigi di principi e nobili.
La raccolta contava opere della scuola italiana, olandese, francese e spagnola. Particolarmente nutrito il gruppo di artisti di ambito romano, soprattutto il Pannini (con otto opere sue elencate nella collazione), Carlo Maratta (con tredici opere) e Filippo Lauri (con dodici dipinti), ma anche Giuseppe Chiari, Agostino Masucci, Sebastiano Conca, Benedetto Luti, Paolo Anesi, Pompeo Batoni, Andrea Locatelli. Sei invece erano le pitture dell'ambito caravaggesco presenti nella raccolta (di cui l'unica rintracciata è il Bacco e bevitore di Bartolomeo Manfredi), mentre altre opere erano ascritte a Giacinto Brandi, Andrea Sacchi, Pietro da Cortona, Giovanni Baglione, Francesco Trevisani e al Baciccio.
Il sodalizio più importante nella sua attività di collezionista fu col pittore Giovanni Paolo Pannini, che divenne ancor più solido a partire dal 1740 con la morte del suo antico protettore, il cardinale Pietro Ottoboni. Ben otto erano i dipinti dell'artista piacentino registrati nella collezione del cardinale Valenti Gonzaga: due interni delle basiliche di San Pietro e di San Paolo, le due adorazioni al Bambino (dei magi e dei pastori), una Sibilla, due antichità di Benevento (l'Arco di Traiano e il Teatro romano) e il famoso Ritratto della galleria del cardinale.
Quest'ultimo quadro, commissionato nel 1749 e oggi conservato ad Hartford, che gli valse persino la nomina a cavaliere dell'ordine papale dello Speron d'oro attribuitogli dal committente, raffigura parte della collezione Valenti Gonzaga (220 dipinti di cui 144 leggibili) descrivendo in maniera verosimile l'entità della raccolta, seppur idealizzandola in un ambiente non coerente con gli spazi reali della villa romana, probabilmente rappresentativi di un desiderio del cardinale più che dell'effettivo stato dei fatti. Le sale che ospitavano la quadreria erano infatti quelle del palazzo del Quirinale, di dimensioni contenute dove pertanto la collezione poteva apparire al quanto ammassata, e non quelle della villa Paolina, dove invece aveva sede la biblioteca del cardinale, alcuni pezzi di statuaria, mobilia, argenteria, arazzi e altro.

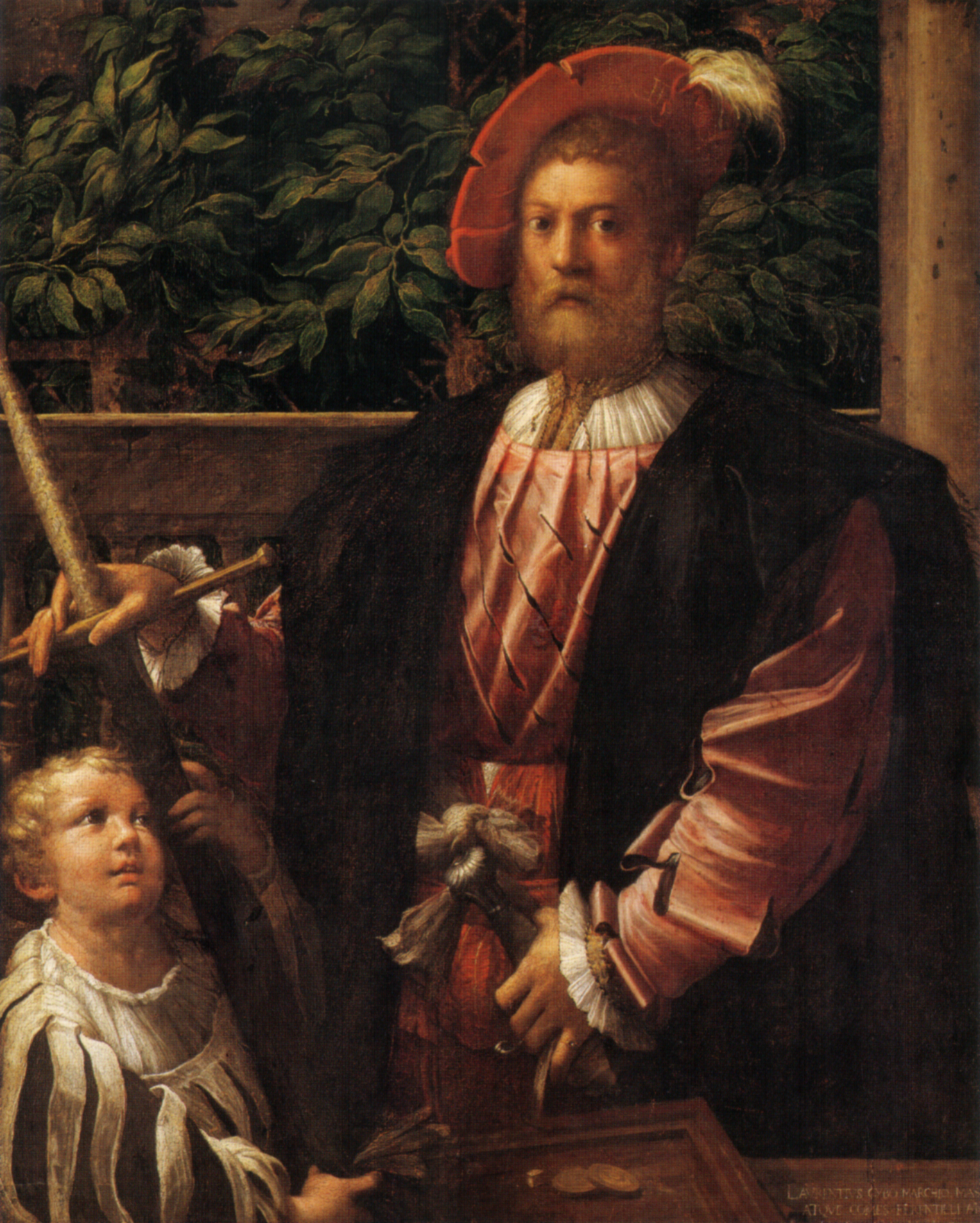
Parmigianino, Ritratto di Lorenzo Cybo

Nel 1729 si registrò l'acquisto di alcune opere della collezione Cybo di Massa, tra cui il Ritratto di Leone X del Bugiardini su prototipo di Raffaello e quello di Lorenzo Cybo del Parmigianino.
Nella struttura della collezione era particolarmente importante anche il gruppo di artisti emiliani presenti. Un po' dovuto ai rapporti favorevoli col pontefice Lambertini, bolognese di nascita, un po' dai legami felici avuti con Giuseppe Maria Crespi durante gli anni di legazione a Bologna dell'ancora cardinale Prospero Lambertini, che lo avvicinano anche al figlio Luigi Crespi, scrittore d'arte e collezionista. Tra il 1751 e il 1752 dietro sua indicazione il cardinale Valenti Gonzaga acquistò quindi svariati dipinti emiliani e non (come la Sacra Famiglia del Perugino) per il tramite di Monsignor Giovanni Bottari, bibliotecario di Neri Maria Corsini, il quale sarà anche fautore di un libro stampato nel 1754 e dedicato al cardinale Valenti col fine di omaggiarne lo spirito di intellettuale, collezionista e protettore delle arti.

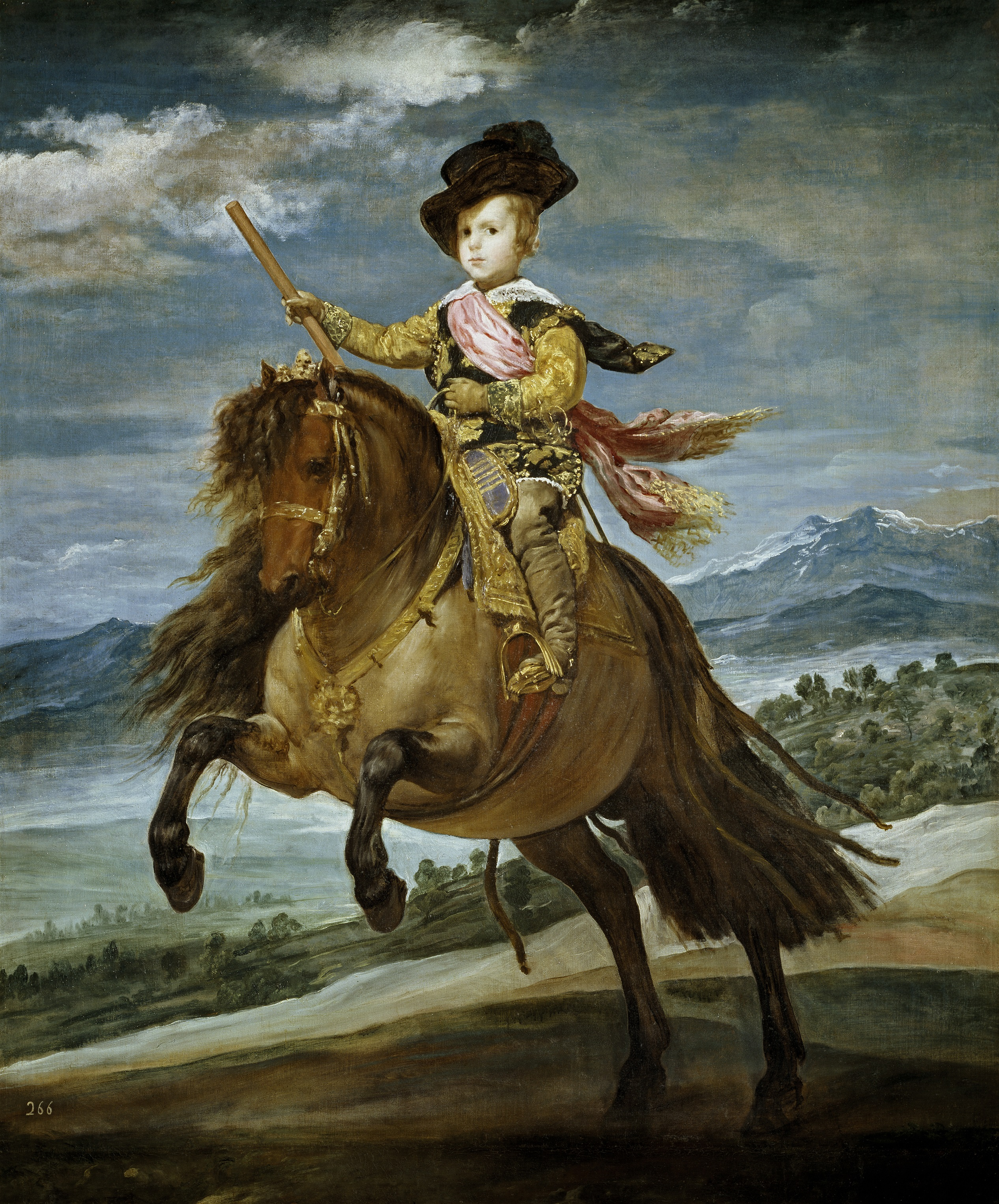
Velazquez, Ritratto del principe Baltasar Carlos a cavallo

Tra i principali artisti emiliani si registrano Carlo Cignani, Marcantonio Franceschini, Domenico Maria Viani, i Carracci (di cui il piccolo tabernacolo con la Pietà è registrato ab antiquo come una delle opere più care al cardinale Gonzaga), Guido Reni, Guercino (presente con due dipinti), Francesco Albani, Giovanni Lanfranco, Elisabetta Sirani, Lionello Spada, Lelio Orsi e altri.
Tra gli acquisti più importanti fatti in terra bolognese vi fu poi il Cristo in pietà di Andrea Mantegna, già proposto ad Augusto III di Sassonia dall'agente dell'imperatore Giovanni Ludovico Bianconi, incaricato di reperire opere per la Galleria di Dresda. Il quadro fu accaparrato fulmineamente dal cardinale Silvio Valenti Gonzaga in appena due settimane, soffiando così l'opera ai contendenti.
La scuola veneta era parimenti a quella romana e bolognese particolarmente presente nella collezione del cardinale: ben cinque erano le opere del Tiziano (tra copie e di scuola), mentre altre erano del Tintoretto, Giovanni Bellini, Paolo Veronese e Lorenzo Lotto.
Durante gli anni come nunzio apostolico a Madrid, il cardinale ottenne come dono da re Filippo V la copia della Maddalena del Correggio (oggi a palazzo Barberini), mentre altre le reperì direttamente dall'ambiente artistico locale, come alcune opere di Velazquez, di cui rimane identificata oggi il Ritratto del principe Baltasar Carlos a cavallo (oggi alla Wallace Collection di Londra) e altri.
Dal 1751 la malattia che colpì il cardinale si aggravò portandolo quasi all'infermità e pertanto l'implementazione della raccolta subì un rallentamento.

#### La morte del cardinale e il trasferimento della collezione ai nipoti Carlo e Luigi Valenti Gonzaga (1756)
Silvio Valenti Gonzaga morì il 28 agosto 1756, all'età di 66 anni, a Viterbo: venne temporaneamente sepolto nella cattedrale della città, quindi, il 31 agosto 1756, le sue spoglie vennero trasferite a Roma e sepolto nella chiesa dei francescani riformati di san Bonaventura sul colle Palatino, dove il cardinale aveva fatto costruire per sé una tomba.

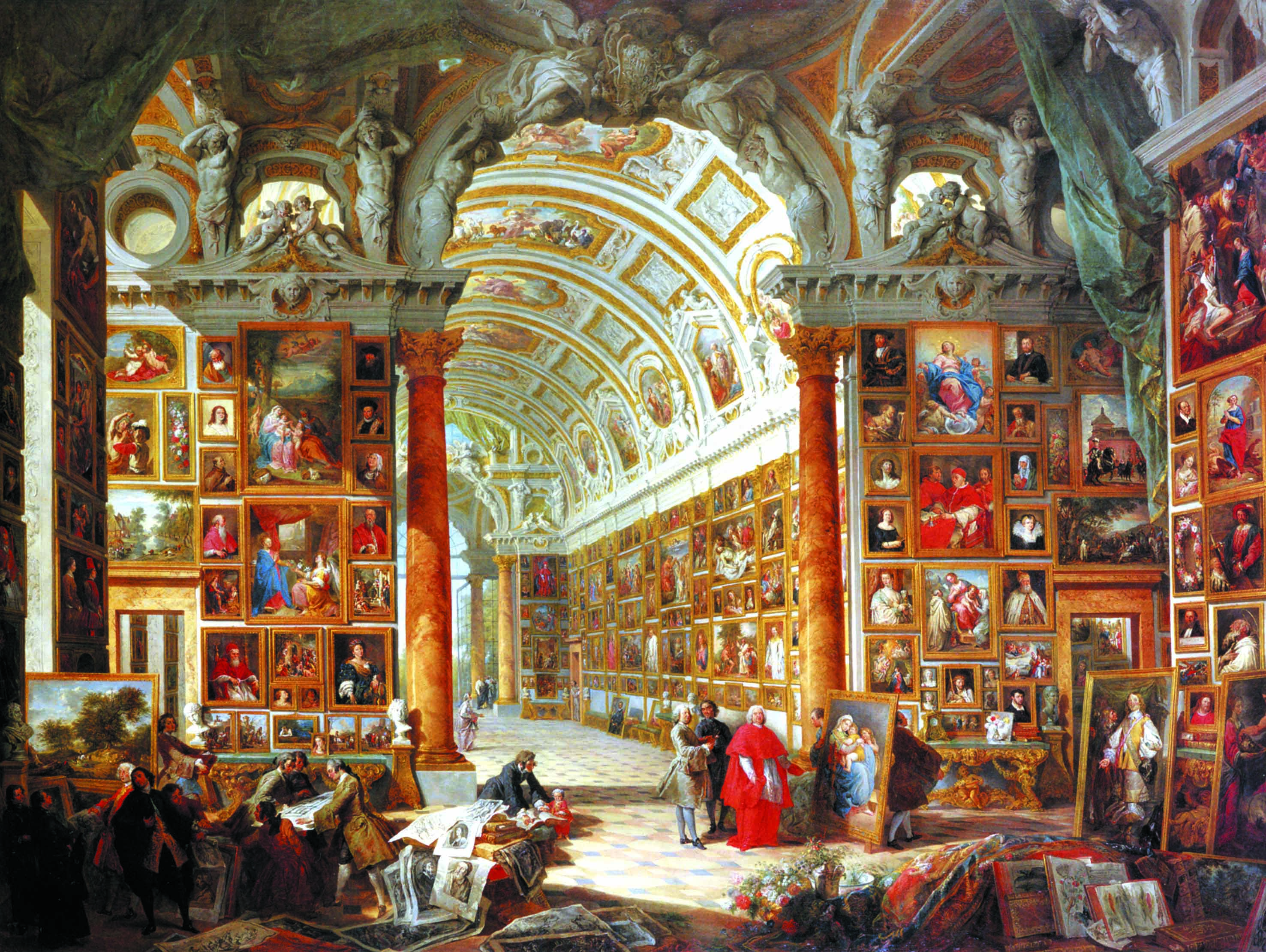
Giovanni Paolo Pannini, Galleria del cardinale Silvio Valenti Gonzaga

Poco prima di morire, assieme al nipote il cardinale Luigi e ad il pittore di casa Pedro Navarro, coadiuvato con ogni probabilità dal Pannini, fece tuttavia tempo a stilare un inventario della sua collezione con anche la stima dei dipinti che la componevano.
Alla morte del cardinale Silvio, il patrimonio venne diviso tra i suoi nipoti: Carlo fu investito della proprietà del lascito dei beni mobili e immobili a Mantova mentre Luigi divenne usufruttuario della quadreria romana, su cui vigeva per volontà testamentarie anche un fidecommesso. Giovanni Paolo Pannini stese un inventario dell'immensa collezione del cardinale, composta da opere (alcune delle quali copie) dei Carracci, Subleyras, Veronese, van Laer, Barocci, Pannini, Mola, Testa, van Wittel e Manfredi.

Sgombrati i locali del Quirinale, parte della collezione fu ricollocata dagli eredi in maniera confusionaria presso il cosiddetto casino Cacciaporci della villa Paolina e nel piano terra della medesima, per un totale di 256 quadri, un'altra parte composta 572 opere tra i quali i pezzi a cui Silvio teneva di più fu invece detenuta dal nipote il cardinale Luigi Valenti Gonzaga presso la residenza sita in via Giulia (dove probabilmente aveva vissuto anche lo zio negli ultimi anni della sua vita).

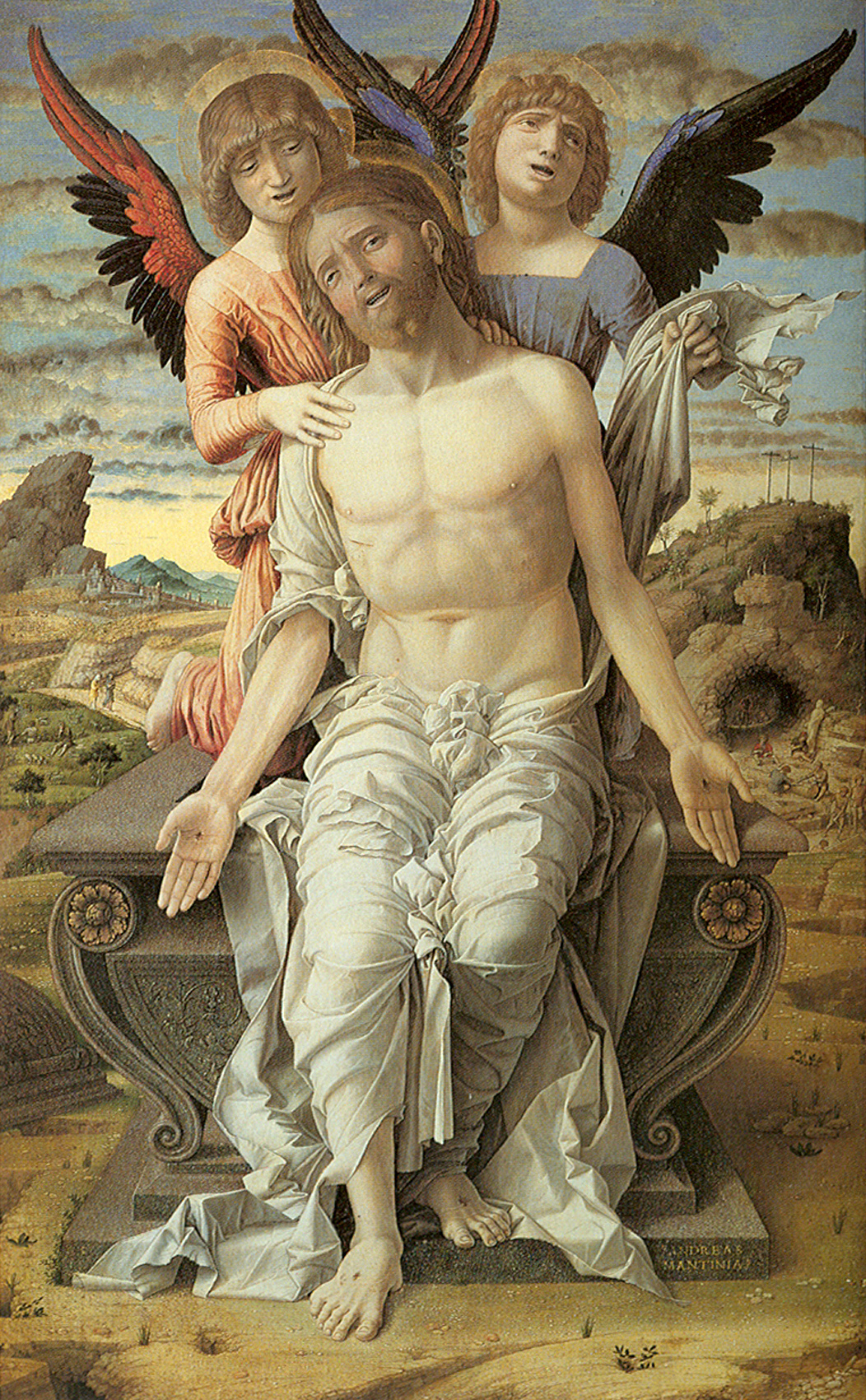
Andrea Mantegna, Cristo in pietà sorretto da due angeli

I problemi finanziari che coinvolsero Carlo per via del matrimonio con Beatrice Bentivoglio, dove fu necessario corrispondere un finanziamento al padre della donna, il marchese Guido, spinsero tuttavia ben presto i coniugi a chiedere con una certa perentorietà di entrare in possesso di alcuni quadri della collezione tenuti da Luigi, col fine di alienarli e ottenere la somma necessaria al risanamento dei debiti (che ammontavano a 15.000 scudi circa). Dopo una prima vendita di beni mobili che non comprendevano opere d'arte, fu necessaria una transazione tra i due fratelli che vedesse il trasferimento di alcuni quadri da Luigi a Carlo proprio in previsione di una successiva vendita di pezzi della collezione. I nipoti presero dunque l'iniziativa di un'alienazione di opere pittoriche della quadreria per via dei debiti contratti, che li costrinse alla necessità di ricercare denaro contante per poter ripagare i creditori.
Fu così quindi che nel 1760 la collezione venne per la prima volta frazionata, nella fattispecie in tre parti: degli 827 quadri totali registrati nella quadreria, 117 furono trasferiti a Carlo, altri 402 rimasero a Roma nella disponibilità del cardinale Luigi mentre altri 308 furono tenuti a disposizione dello stesso per una eventuale vendita poiché considerati di scarso valore.
I dipinti che passarono a Carlo vennero valutati poco più di 25.000 scudi complessivi, per lo più di scuola italiana, come la tela del Barocci con la Beata Michelina, l'Annunciazione di Agostino Masucci, il Battesimo di Cristo di Annibale Carracci, la Presentazione al tempio di Pietro Testa, la Madonna con santi di Tiziano e la Cacciata dal Paradiso di Pier Francesco Mola, a cui poi si aggiunsero porcellane valutate 3.000 scudi e stampe e disegni di quasi altri 2.000 scudi, per un totale stimato pari a 30.000 scudi, mentre il lotto rimasto a Luigi fu valutato invece poco più di 18.000 scudi. Anche se il cardinale aveva opere valutate complessivamente meno di quelle del fratello Carlo, di fatto comunque tenne nella sua dimora i pezzi a cui Silvio Valenti Gonzaga era più legato, quindi la Galleria del Pannini, la Pietà di Mantegna, la Maddalena copia del Correggio, il piccolo tabernacolo con la Pietà di Annibale Carracci, il Ritratto di Bianca Cappello del Veronese, la Parabola dei contadini nella vigna di Fetti, la Natività di Bartolomeo Schedoni e il Ritratto di uomo di Raffaello. Il terzo blocco era costituito da pezzi di scarso valore e fu prezzato per 3.500 scudi circa, che vennero incassati da Luigi nel breve periodo poiché i dipinti furono facilmente collocabili nel mercato (si trattava per lo più di paesaggi, battaglie e nature morte).

#### La vendita di parte della collezione ad Amsterdam (1763)

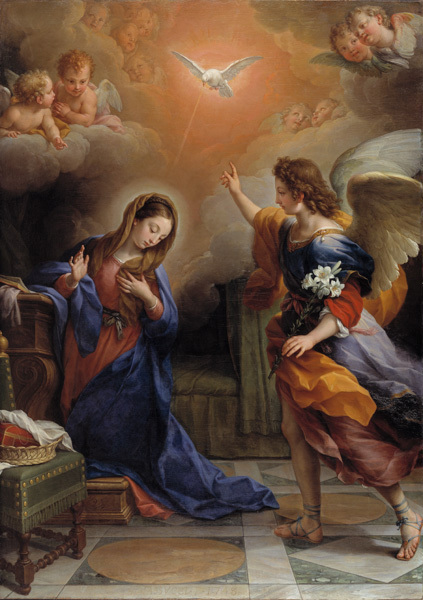
Agostino Masucci, Annunciazione

Tra il 1761 e il 1763 per volontà dei due nipoti svariati quadri furono comperati stesso dal Pannini, altri furono venduti attraverso canali alternativi dal cardinale Luigi direttamente, come la Fede del Veronese, i cinque quadri di Rosalba Carriera, la Parabola dei contadini di Domenico Fetti e la Visione di sant'Agostino del Garofalo, mentre una parte notevole della collezione venne immessa nel mercato e dispersa tra l'Italia e l'estero tramite due aste battute ad Amsterdam, da cui poi finirono in importanti collezioni straniere.
Quasi tutte le opere trasferite a Carlo Valenti Gonzaga furono vendute nella prima delle due aste del 1763 tenutesi ad Amsterdam, che condusse i dipinti verso una destinazione estera. La prima vendita del 18 maggio fu la più importante e vide circa dieci quadri, tra i più rilevanti battuti all'asta, comprati dall'agente Gherard Morel per le collezioni del re Federico V di Danimarca mentre un altro gruppo di opere più numeroso, ma meno rilevante qualitativamente ad eccezione di un'Assunzione della Vergine di Carlo Maratta e di un San Romualdo di Andrea Sacchi, fu comperato da un mercante olandese per una successiva rivendita, di cui circa nove opere ancora per le collezioni danesi (portando a diciannove le opere della collezione Valenti Gonzaga collocate a Copenaghen) e altre per svariate collezioni europee da cui oggi i quadri sono giunti nei musei di Los Angeles, Stoccolma, San Pietroburgo e Varsavia.
La seconda battuta d'asta tenutasi il 28 settembre interessò la vendita di circa 158 opere, per lo più di modesto interesse, come paesaggi, battaglie, scene di genere e ritratti di difficile identificazione, verosimilmente di provenienza della terza frazione della collezione rimasta invenduta nella prima occasione, ossia dalla quota parte delle 308 opere tenute a disposizione per il mercato, che quindi con quest'asta venne interamente estinta.
Dei 402 quadri rimasti nella collezione di Luigi non si hanno infine notizia fino alla morte del cardinale, avvenuta a Ottocento inoltrato.

### Ottocento

#### La morte del cardinale Luigi Valenti Gonzaga e la vendita alla famiglia Torlonia (1808)

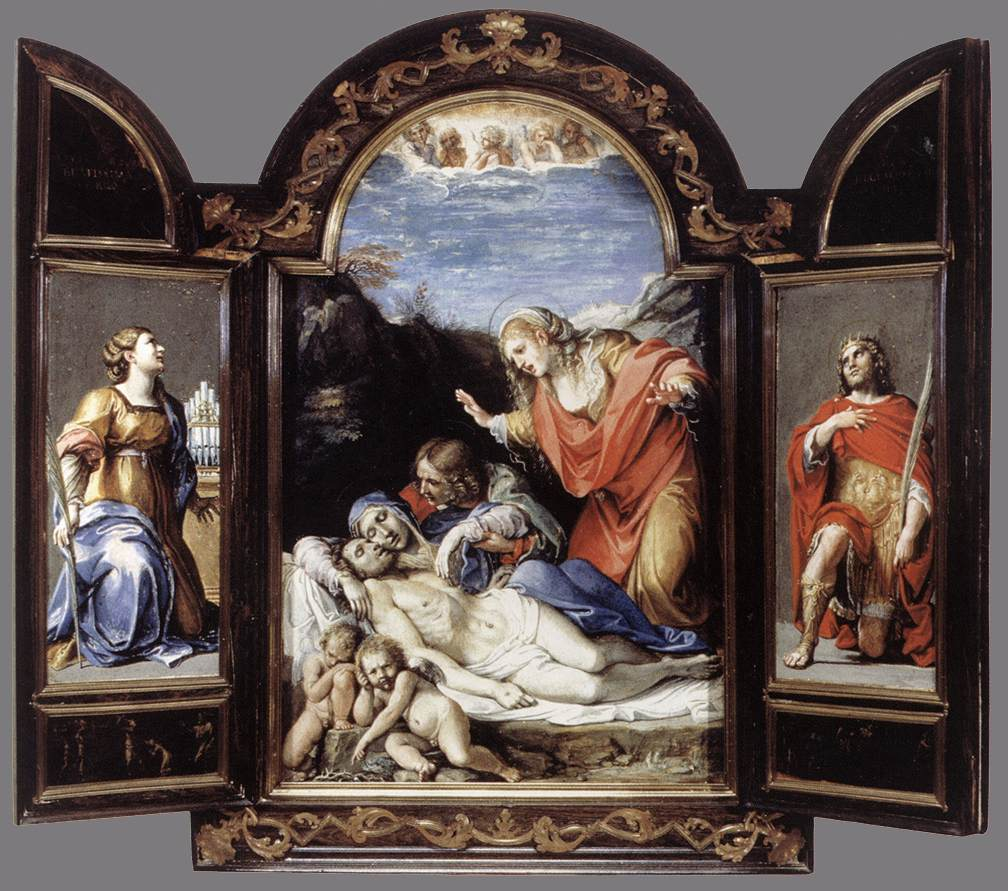
Annibale Carracci, Tabernacolo con la Pietà

Nel 1808 il cardinale Luigi Valenti Gonzaga morì e la collezione passò al figlio Odoardo Valenti Gonzaga, V marchese di Montilio; le opere in suo possesso furono nuovamente messe in vendita, di cui un corposo lotto composto da 44 dipinti fu acquistato dal banchiere Giovanni Torlonia e che dalla cui collezione confluirà nel 1892 alle Gallerie nazionali di Roma.
Tra questi vi furono il dipinto di Giuliano Bugiardini con Leone X e i due cardinali Giulio de' Medici e Innocenzo Cybo, l'Autoritratto di Orazio Borgianni, la copia del Compianto su Cristo morto di Ribera, i due ritratti di Johannes Cornelisz Verspronck, uno di dama e l'altro di uomo, quello di Louis Cousin col Ritratto del marchese Giacomo Antonio Barthos, vicerè di Milano, quello di Bartolomeo Manfredi del Bacco e bevitore, la Maddalena copia dal Correggio, il tabernacolo con la Pietà del Carracci e altri.

#### L'estinzione della linea familiare e l'immissione dell'eredità nella famiglia Arrivabene (1863)
Odoardo Valenti Gonzaga morì nel 1863 senza eredi, portando la linea diretta della famiglia all'estinzione. Le opere rimaste alla famiglia confluirono dunque per il tramite della sorella Teresa Valenti Gonzaga alla famiglia Arrivabene di Venezia (in virtù del matrimonio della donna col conte Francesco), tra cui il Ritratto di Silvio Valenti Gonzaga di Pierre Subleyras.

## Elenco delle opere (non completo)

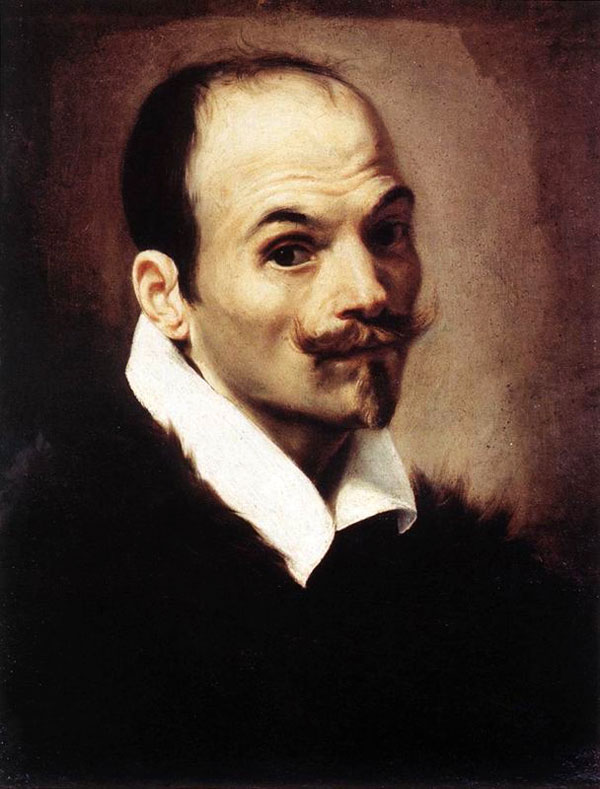
Orazio Borgianni, Autoritratto

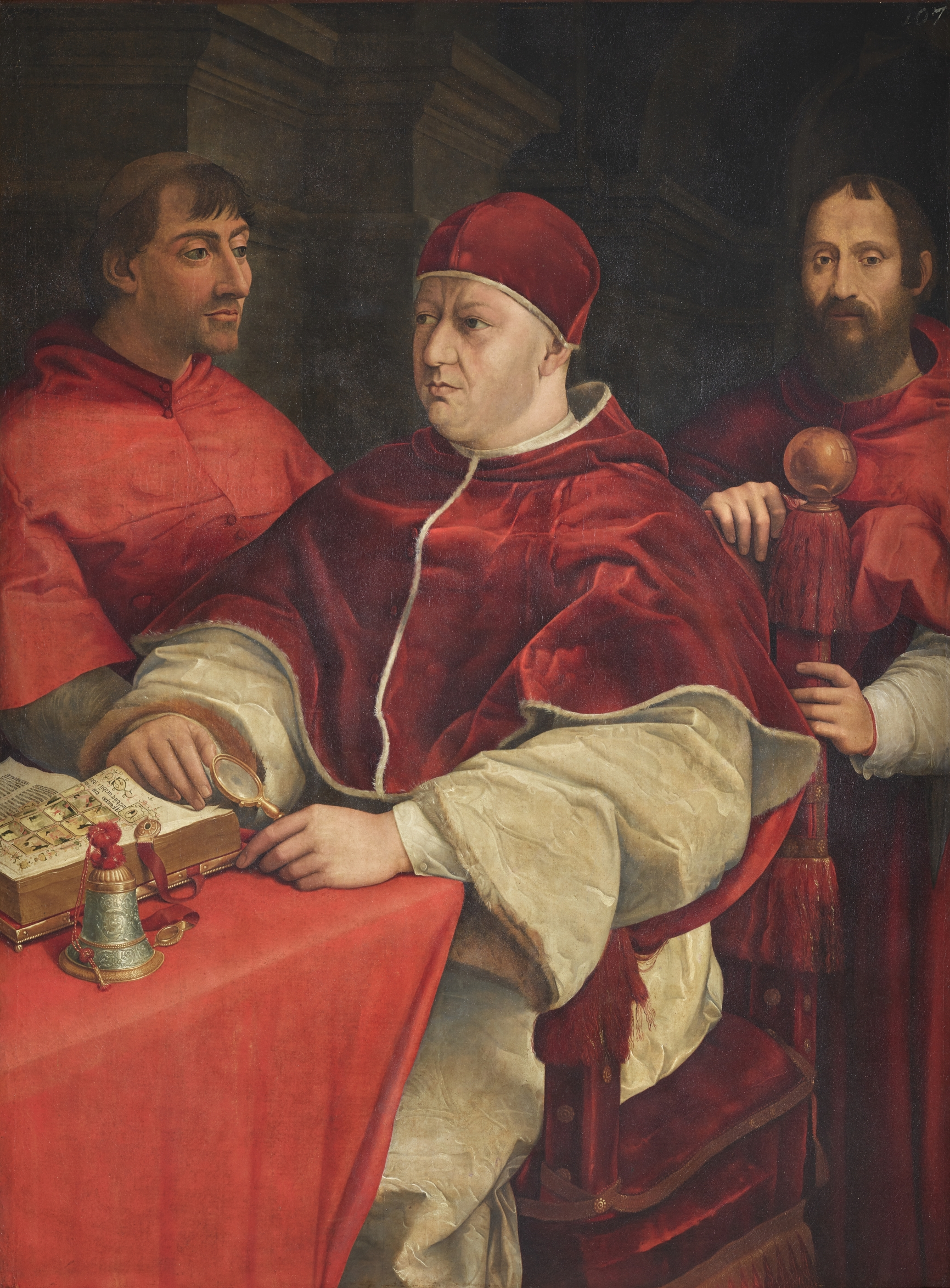
Giuliano Bugiardini, Leone X con i due cardinali Giulio de' Medici e Innocenzo Cybo

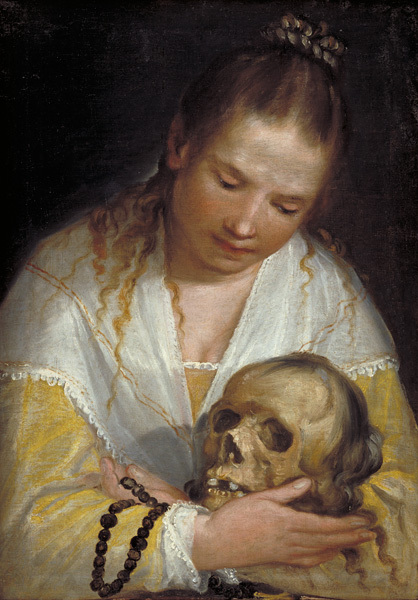
Alessandro Casolani, Giovane donna che contempla un teschio

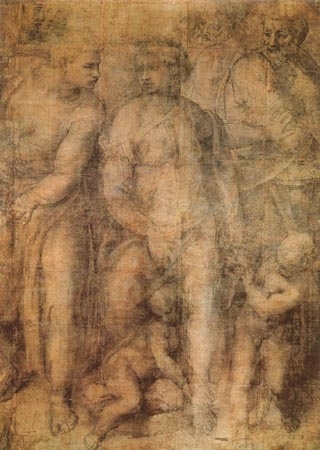
Michelangelo, Epifania della Vergine

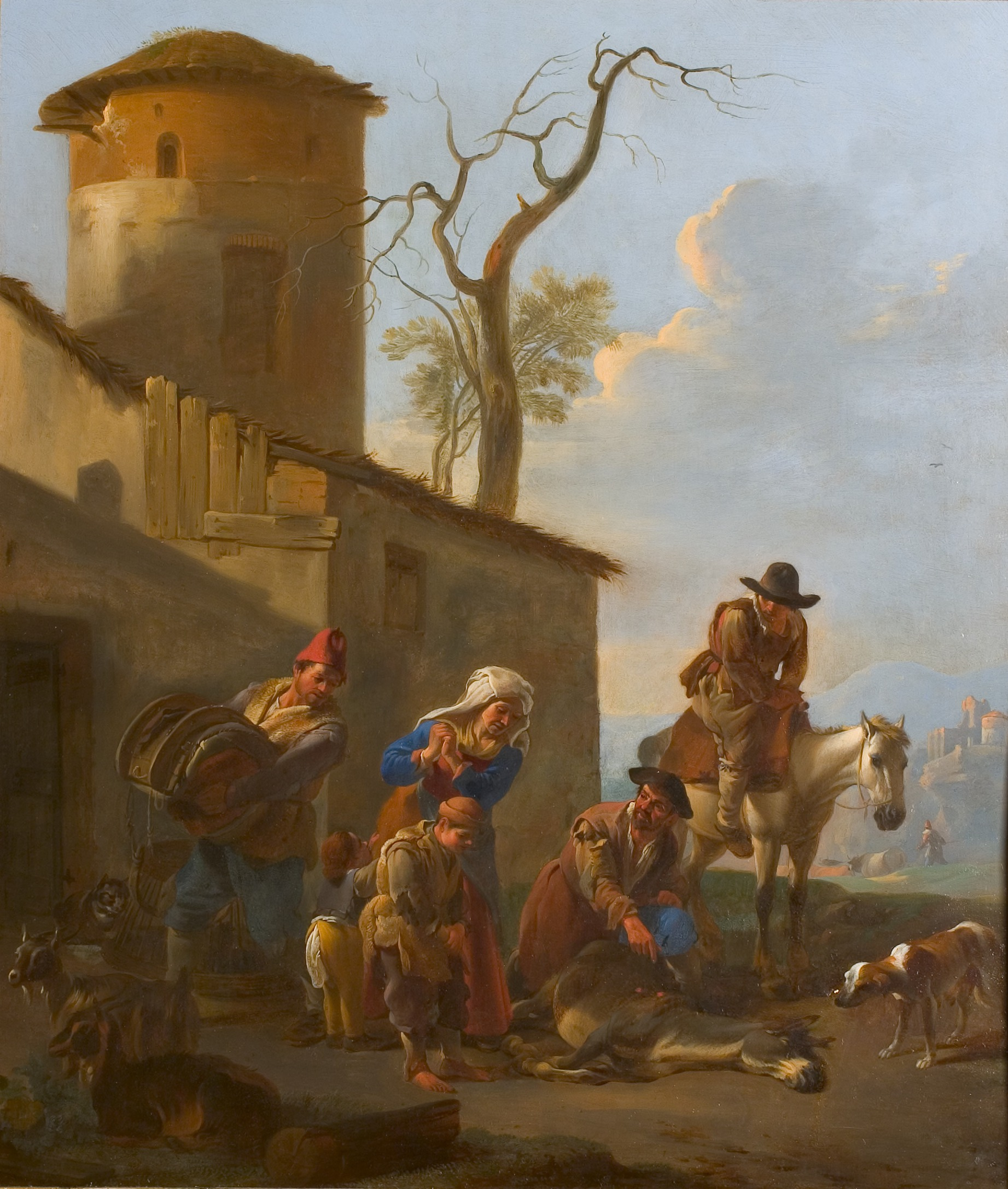
Jan Miel, Morte del somaro

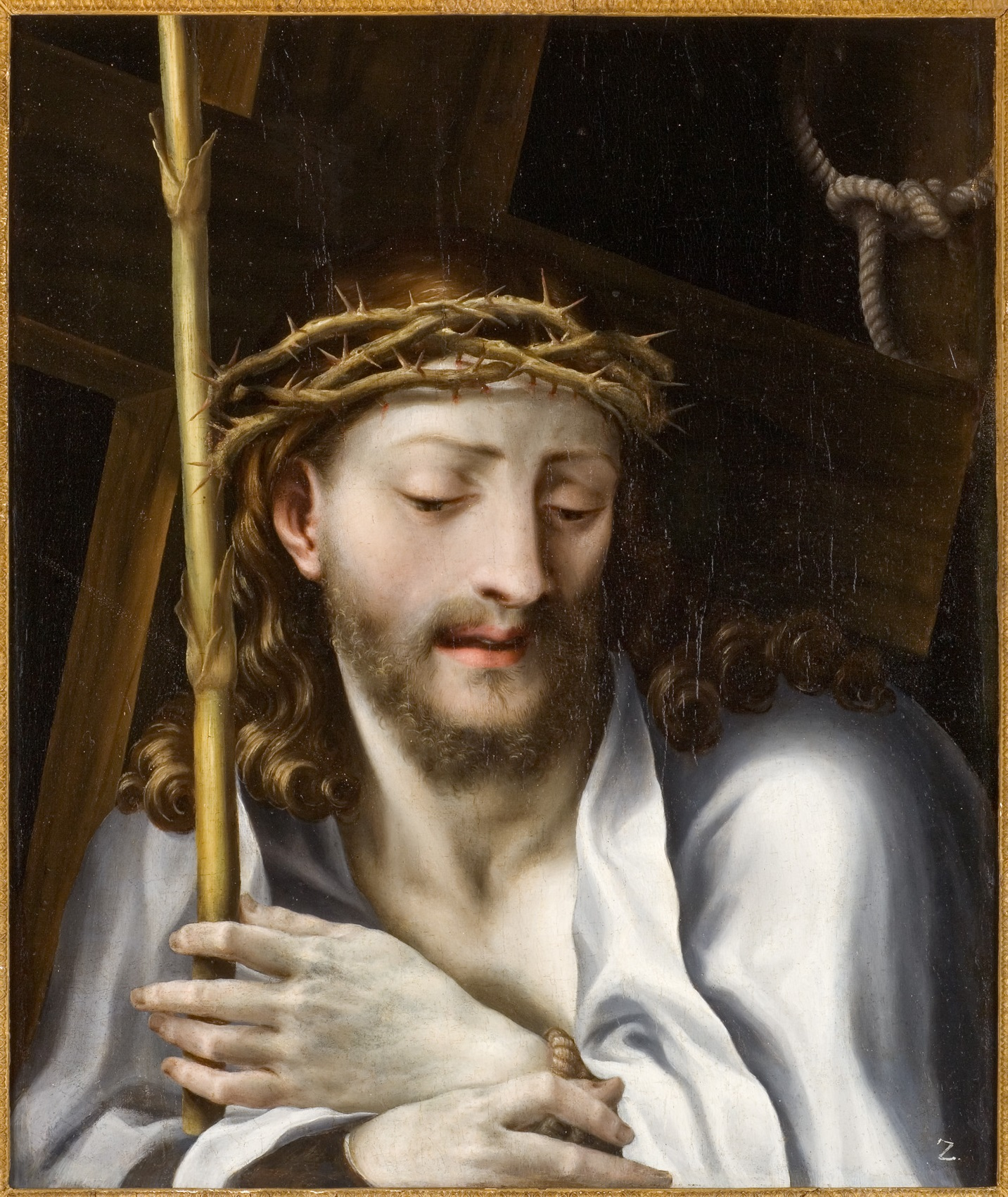
Lelio Orsi, Cristo coronato di spine

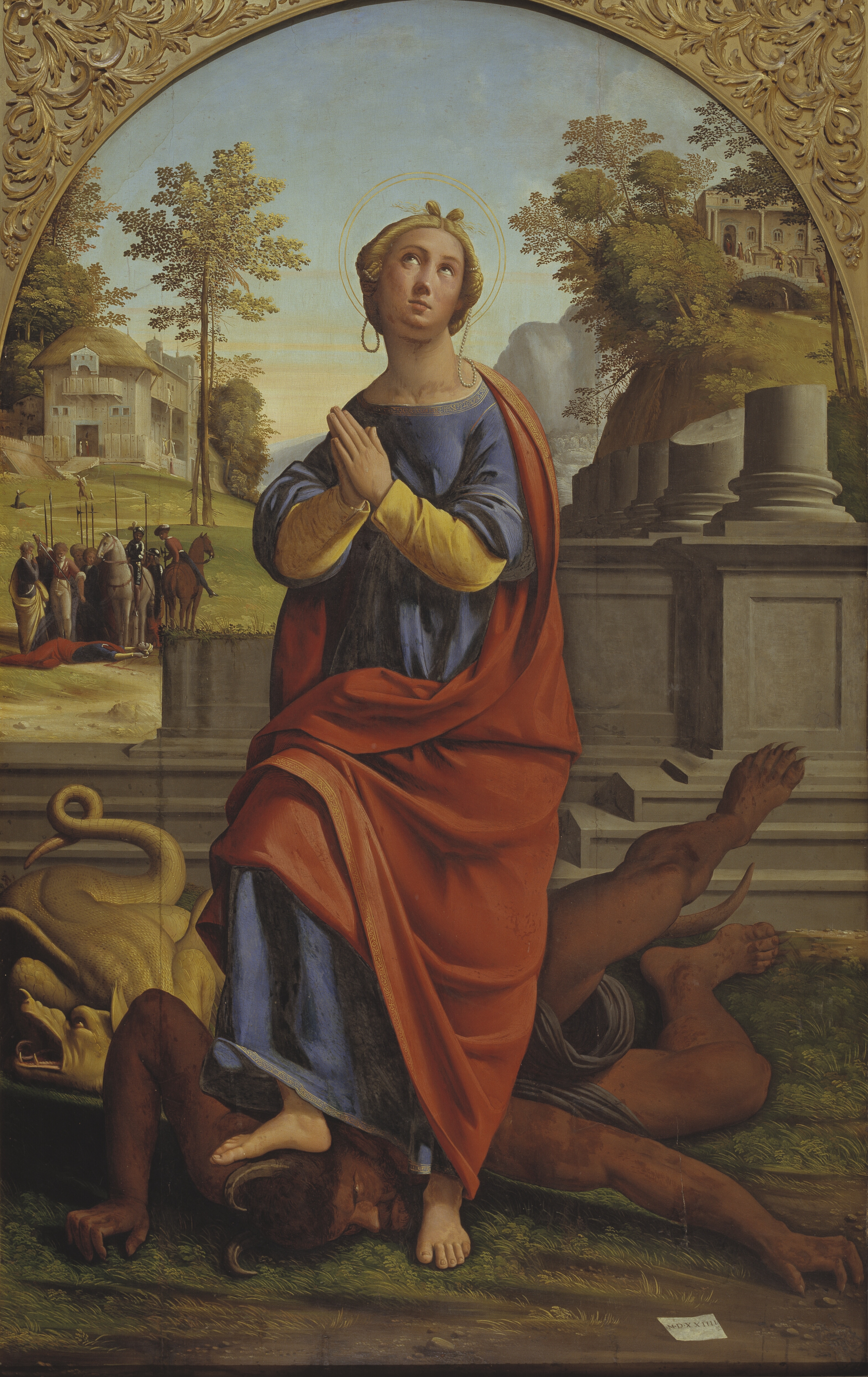
L'Ortolano, Santa Margherita

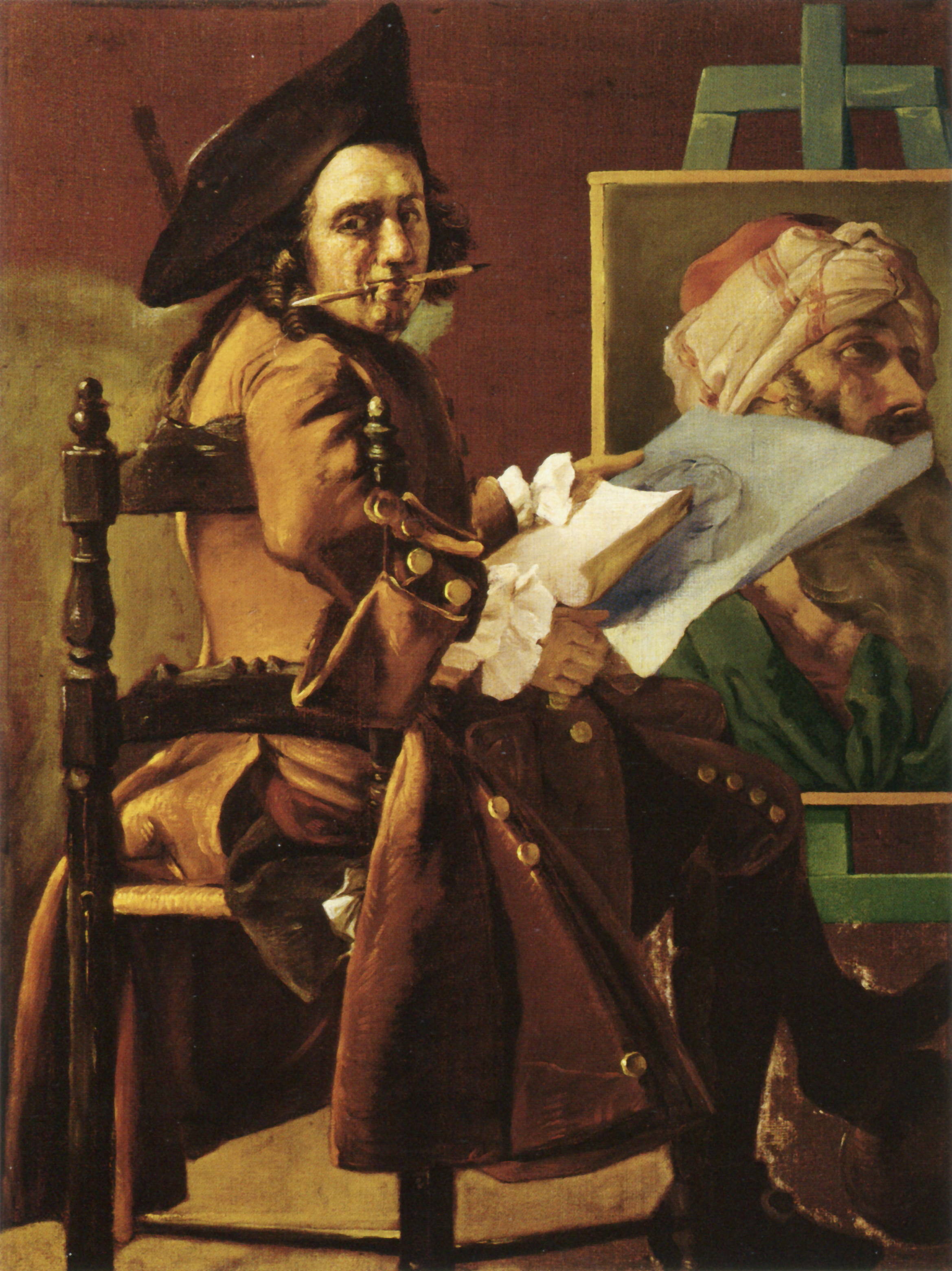
Pierre Subleyras, Autoritratto al cavalletto

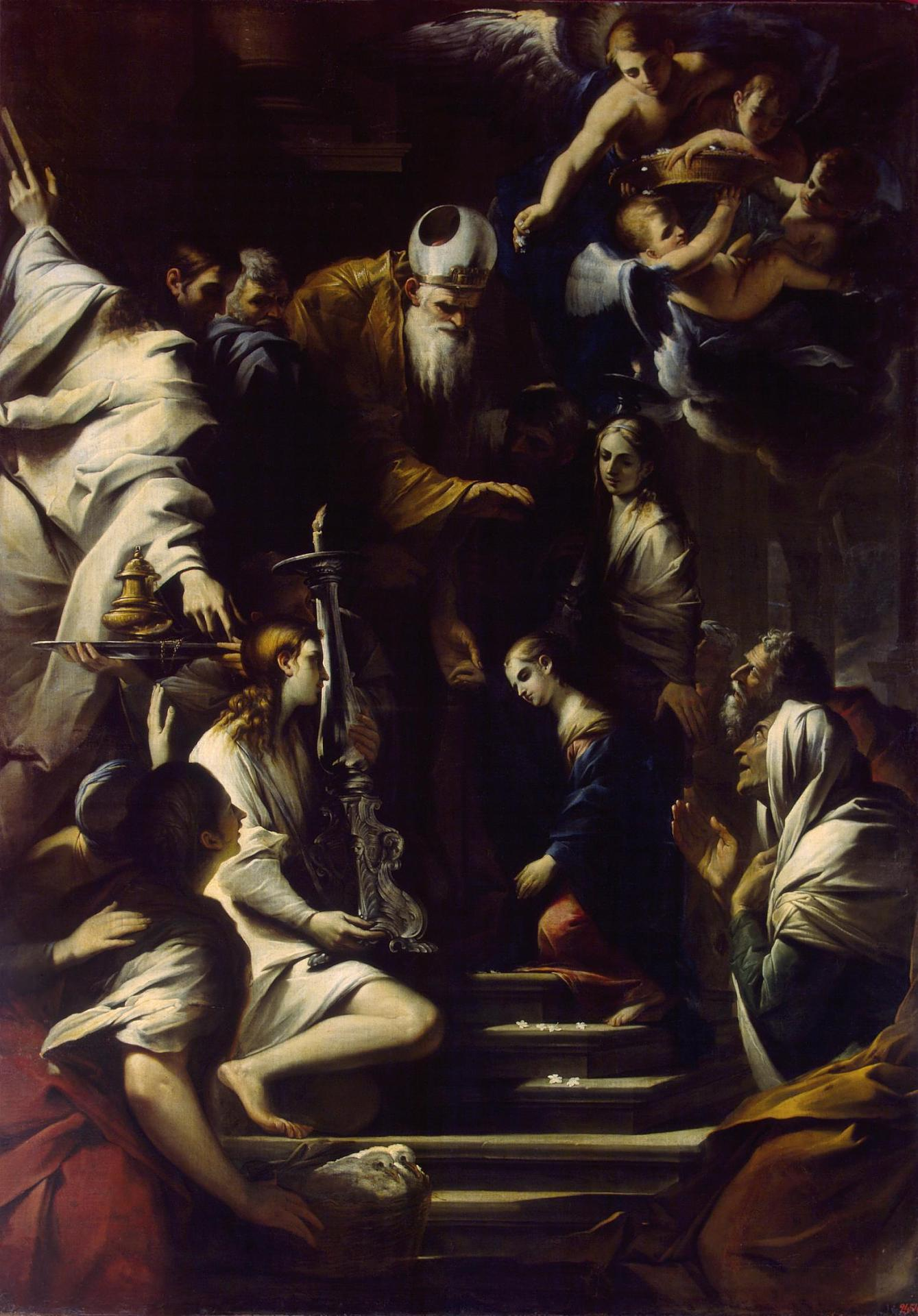
Pietro Testa, Presentazione al tempio

- Hendrick Avercamp, Paesaggio invernale, National Gallery of Ireland, Edimburgo
- Antonio Balestra, Spirito Santo con angeli e la Vergine con i santi Marco, Stanislao Kostka con il Bambino, Luigi Gonzaga e Francesco Borgia, olio su tela, 145×97 cm, 1681-1740, Statens Museum for Kunst, Copenaghen
- Federico Barocci (copia da), Annunciazione, Statens Museum for Kunst, Copenaghen
- Federico Barocci (maniera di), Beata Michelina, olio su tela, 64×69 cm, 1610-1646, Galleria Sabauda, Torino
- Federico Barocci (copia da), Cristo appare alla Maddalena, Galleria degli Uffizi, Firenze
- Federico Barocci, Madonna del Garofano (copia da Raffaello), olio su tavola, 28,5×23 cm, XVI secolo, Galleria nazionale d'arte antica di Palazzo Barberini, Roma
- Pompeo Batoni, Madonna col Bambino e san Giuseppe, olio su tela, 98,5×74 cm, Pinacoteca Capitolina, Roma
- Jan Frans van Bloemen, Paesaggio con fontana e il ponte Nomentana, olio su tela, 137×98 cm, Statens Museum for Kunst, Copenaghen
- Orazio Borgianni, Autoritratto, olio su tela, 55×39 cm, 1615, Galleria nazionale d'arte antica di Palazzo Barberini, Roma
- Adriaen Frans Boudewijns e Pieter Bout, Porto fluviale con figure, olio su tavola, 19,5×25 cm, XVIII secolo, Galleria nazionale d'arte antica di Palazzo Barberini, Roma
- Jan Bruegel il Giovane, Veduta estiva della strada di un villaggio, Landes Galerie, Hannover
- Giuliano Bugiardini, Leone X con i due cardinali Giulio de' Medici e Innocenzo Cybo (copia del modello di Raffaello con la variazione di una figura ritratta[13]), olio su tela, 157×117,5 cm, 1519-1520 circa, Galleria nazionale d'arte antica di Palazzo Barberini, Roma
- Denis Calvaert, Fuga in Egitto, olio su rame, 46×32 cm, 1584, non rintracciato
- Denis Calvaert, Ratto delle Sabine, olio su rame,
- Denis Calvaert, Sposalizio mistico di santa Caterina, olio su rame, 46×32 cm, 1584, Musei civici, Rovereto
- Simone Cantarini (?), Ritratto di monaca, olio su tela, 63,3×49,5 cm, Galleria nazionale d'arte antica di Palazzo Barberini, Roma
- Agostino Carracci, Lucrezia morente, olio su tela, 115×100 cm, 1572-1602, Statens Museum for Kunst, Copenaghen
- Annibale Carracci, Battesimo di Cristo, già al palazzo di Christianborg di Copenaghen, non rintracciato dopo l'incendio
- Annibale Carracci, Tabernacolo portatile con la Pietà, santa Cecilia, sant'Ermenegildo e scene di martirio (esterno: san Michele, l'Angelo guardiano, Cristo e Dio Padre), olio su rame e tavola, 43,8×31,2 cm, Galleria nazionale d'arte antica di Palazzo Barberini, Roma
- Rosalba Carriera, Doppio ritratto, Gemäldegalerie Alte Meister, Dresda
- Rosalba Carriera, I continenti (×4), Gemäldegalerie Alte Meister, Dresda
- Alessandro Casolani, Giovane donna che contempla un teschio, olio su tela, 62,9×44,7 cm, ante 1591, Statens Museum for Kunst, Copenaghen
- Cavalier d'Arpino, Pace tra romani e sabini, olio su rame,
- Michelangelo Cerquozzi (attribuito), Abbeveratoio, olio su rame, 49×43 cm, 1630-1640, Galleria nazionale d'arte antica di Palazzo Barberini, Roma
- Carlo Cignani, Baccanale, olio su tela, 111×145 cm, 1680, Palazzo di Sanssouci, Potsdam
- Correggio (copia da), Maddalena che legge, olio su rame, 28×37 cm, XVI secolo, Galleria nazionale d'arte antica di Palazzo Barberini, Roma
- Louis Cousin, Ritratto del marchese Giacomo Antonio Barthos, vicerè di Milano, olio su tela, 226×161 cm, 1652, Galleria nazionale d'arte antica di Palazzo Barberini, Roma
- Paolo De Matteis, Adamo ed Eva piangono sul corpo di Abele, olio su tela, 206×153 cm, 1687-1628, Statens Museum for Kunst, Copenaghen
- Paolo De Matteis, Caino uccide Abele, olio su tela, 206×153 cm, 1687-1628, Statens Museum for Kunst, Copenaghen
- Paolo De Matteis, Lapidazione di santo Stefano, Museo dell'Ermitage, San Pietroburgo
- Paolo De Matteis, Martirio di san Lorenzo, Museo dell'Ermitage, San Pietroburgo
- Antoon van Dyck, Ritratto di Paolo Pontius, Israel Museum of Art, Gerusalemme
- Domenico Fetti (scuola di), Parabola dei contadini nella vigna, National Gallery of Ireland, Dublino
- Marcantonio Franceschini, Baccanale, olio su tela, 111×145 cm,
- Cornelis de Heem, Corbeilles floreali (×2), collezione privata, New York
- Ignoto di scuola francese (copia da Leonardo da Vinci), Ritratto di donna (cosiddetta Gioconda), olio su tela, 70,4×50,5 cm, 1520-1550, Galleria nazionale d'arte antica di Palazzo Barberini, Roma (in deposito presso palazzo di Montecitorio)
- Ignoto di scuola francese (copia da Jacob Ferdinand Voet), Ritratto di Olimpia Pamphilj, principessa di Rossano, olio su tela, 75×62 cm, XVII secolo, Galleria nazionale d'arte antica di Palazzo Barberini, Roma
- Ignoto di scuola veneta, Ritratto di filosofo, olio su tela, 91×78,5 cm, XVI secolo, Galleria nazionale d'arte antica di Palazzo Barberini, Roma (in deposito all'Accademia dei Lincei)
- Ignoto di scuola veneta (copia da Lorenzo Lotto), Triplice ritratto di Bartolomeo Carpan, olio su tavola, 57×74,5 cm, XVI secolo, Galleria nazionale d'arte antica di Palazzo Barberini, Roma
- Pieter van Laer, Contadini presso una fontana, olio su tela, 49,5×38,5 cm, XVII secolo, Galleria nazionale d'arte antica di Palazzo Corsini, Roma
- Pieter van Laer (seguace di, Johannes Lingelbach?), Giocatori di morra, olio su tela, 49,5×38,5 cm, XVII secolo, Galleria nazionale d'arte antica di Palazzo Corsini, Roma
- Giovanni Lanfranco, Annunciazione, Museo dell'Ermitage, San Pietroburgo
- Filippo Lauri, Martirio di san Lorenzo, Museo dell'Ermitage, San Pietroburgo
- Andrea Locatelli e Pierre Subleyras, Ninfa della vita, Národní galerie, Praga
- Lorenzo Lotto, Ritratto di uomo con la barba rossa, Statens Museum for Kunst, Copenaghen
- Bernardino Luini, Santa Caterina d'Alessandria, olio su tavola, 52,5×44 cm, 1495-1532, Statens Museum for Kunst, Copenaghen
- Benedetto Luti, San Giuseppe col Bambino, non rintracciato
- Benedetto Luti, San Francesco di Sales, non rintracciato
- Agostino Masucci, Annunciazione, olio su tela, 247×174 cm, 1748, Statens Museum for Kunst, Copenaghen
- Maestro dei Mestieri (o Johannes Lingelbach?), Venditore di acquavite, olio su tela, 49,5×38,5 cm, XVII secolo, Galleria nazionale d'arte antica di Palazzo Corsini, Roma
- Maestro dei Mestieri (o Johannes Lingelbach?), Venditore di tabacco, olio su tela, 49,5×38,5 cm, XVII secolo, Galleria nazionale d'arte antica di Palazzo Corsini, Roma
- Bartolomeo Manfredi, Bacco e un bevitore, olio su tela, 132×96 cm, 1600-1610, Galleria nazionale d'arte antica di Palazzo Barberini, Roma
- Andrea Mantegna, Cristo in pietà sorretto da due angeli, tempera su tavola, 78×48 cm, 1495-1500, Statens Museum for Kunst, Copenaghen
- Carlo Maratta, Assunzione della Vergine, non rintracciato
- Simon Marmion, Crocifissione, Galleria nazionale d'arte antica di Palazzo Barberini, Roma
- Hans Memling (copia da), Vergine in preghiera, Galleria nazionale d'arte antica di Palazzo Barberini, Roma
- Francesco Menzocchi, Madonna col Bambino e santi, olio su tavola, 133,8×106,7 cm, 1517-1584, Statens Museum for Kunst, Copenaghen
- Théobald Michau, Porto fluviale con figure, 1720-1730, Galleria nazionale d'arte antica di Palazzo Barberini, Roma
- Michelangelo, Epifania della Vergine, carboncino su carta, 232×165 cm, 1550-1553 circa, British Museum, Londra
- Jan Miel, Morte del somaro, olio su rame, 51×43,5 cm, Rijksmuseum Twenthe, Enschede
- Pier Francesco Mola o Micco Spadaro, Cacciata dal Paradiso, olio su tela, 97,2×145 cm, 1638, Museo nazionale, Varsavia
- Giuseppe Maria Montesanti, Ritratto di Luigi Valenti Gonzaga, collezione privata
- Giuseppe Maria Montesanti, Ritratto di Silvio Valenti Gonzaga, collezione privata
- Giovanni Maria Morandi (attribuito), Ecce Homo, olio su rame, 53,5×68 cm, 1690, Galleria nazionale d'arte antica di Palazzo Barberini, Roma
- Paulus Moreelse, Autoritratto con cappello, Galleria nazionale d'arte antica di Palazzo Barberini, Roma
- Aert van der Neer, Paesaggio, Museo dell'Ermitage, San Pietroburgo
- Pietro Novelli, Ritratto di fanciullo (san Giovannino?), olio su tela, 43,5×31,5 cm, XVII secolo, Galleria nazionale d'arte antica di Palazzo Barberini, Roma
- Lelio Orsi, Cristo coronato di spine, olio su tela, 55×45 cm, 1565-1575, Museo Fabre, Montpellier
- L'Ortolano, Santa Margherita, olio su tavola, 190,5×120 cm, 1524, Statens Museum for Kunst, Copenaghen
- Giovanni Paolo Pannini, Adorazione dei magi, olio su tela, 99,1×73,7 cm, 1753-1757, Brooklyn Museum, New York
- Giovanni Paolo Pannini, Adorazione dei pastori, olio su tela, 96,5×73,3 cm, 1755, Brooklyn Museum, New York
- Giovanni Paolo Pannini, Arco di Traiano di Benevento, olio su tela, collezione privata
- Giovanni Paolo Pannini, Galleria del cardinale Silvio Valenti Gonzaga, olio su tela, 195×267 cm, 1749, Wadsworth Atheneum, Hartford
- Giovanni Paolo Pannini, Interno della basilica di San Paolo, olio su tela, 1741, già nella Koester Gallery, Londra
- Giovanni Paolo Pannini, Interno della basilica di San Pietro, olio su tela, 1741, già nella Koester Gallery, Londra
- Giovanni Paolo Pannini, Sibilla, non rintracciato
- Giovanni Paolo Pannini, Teatro romano di Benevento, olio su tela, collezione privata
- Parmigianino, Ritratto di Lorenzo Cybo, olio su tavola, 126×104 cm, 1524, Statens Museum for Kunst, Copenaghen
- Bartolomeo Passerotti, Suonatore di zufolo (allegoria dei sensi), olio su tela, 95×127 cm, 1585-1590, Galleria nazionale d'arte antica di Palazzo Barberini, Roma
- Perugino, Sacra Famiglia, olio su tavola, diam. 114 cm, 1465-1523, Statens Museum for Kunst, Copenaghen
- Bonifacio de' Pitati, Riposo durante la fuga in Egitto con un frate dietro l'albero, Art Gallery of South Australia, Adelaide
- Cornelis van Poelenburgh, Paesaggio con armenti e pastore, olio su rame, 17×22 cm, XVII secolo, Galleria nazionale d'arte antica di Palazzo Barberini, Roma
- Scipione Pulzone, Ritratto del cardinal Ricci, olio su tavola, 65×50 cm, Galleria nazionale d'arte antica di Palazzo Barberini, Roma
- Jan Pynas, Fuga in Egitto, olio su rame, 17×32 cm, XVII secolo, Galleria nazionale d'arte antica di Palazzo Barberini, Roma
- Raffaello (copia di Sebastiano del Piombo?), Ritratto di papa Giulio II, olio su tela, 111×91,3 cm, sec. XVI, Galleria nazionale d'arte antica di Palazzo Barberini, Roma
- Raffaello (scuola di), Ritratto di uomo (detto il Farmacista), olio su tela, Statens Museum for Kunst, Copenaghen
- Guido Reni (copia da), Testa di Ecce Homo, forse identificabile con quello alla National Gallery di Londra
- Guido Reni (cerchia di), Testa di san Pietro che piange, collezione privata
- Jusepe de Ribera (copia da), Compianto su Cristo morto, olio su tela, 141×201 cm, XVII secolo, Galleria nazionale d'arte antica di Palazzo Barberini, Roma
- Giulio Romano (attribuito a), Ritratto di Baldassarre Castiglione (copia da Raffaello con varianti), olio su tavola, 54×42 cm, XVI secolo, Galleria nazionale d'arte antica di Palazzo Barberini, Roma
- Salvator Rosa, Predica del Battista, collezione privata
- Jacob van Ruisdael, Paesaggio con la grande quercia, olio su tela, 1652, County Museum of Art, Los Angeles
- Lorenzo Sabatini, Testa della Vergine, collezione privata, New York
- Andrea Sacchi, San Romualdo, non rintracciato
- Ippolito Scarsella, Madonna col Bambino, san Giuseppe e due angeli, collezione privata
- Ippolito Scarsella, Paesaggio con bambino, collezione Cassa di Risparmio, Ferrara
- Ippolito Scarsella, Paesaggio con bambino, collezione Cavallini-Sgarbi, Osimo
- Ippolito Scarsella, Paesaggio con bambino, Museo nazionale di Capodimonte, Napoli
- Pierre Subleyras, Autoritratto al cavalletto, olio su tela, 124×99 cm, 1746, Kunsthistorisches Museum, Vienna
- Pierre Subleyras, Ritratto di Silvio Valenti Gonzaga, olio su tela, 128×98 cm, 1740, Pinacoteca Capitolina, Roma
- Pierre Subleyras, Sposalizio mistico di santa Caterina de’ Ricci, olio su tela, 175×250 cm, 1746, Galleria degli Uffizi, Firenze
- Pietro Testa, Presentazione al tempio, olio su tela, 323×226 cm, 1641-1643, Museo dell'Ermitage, San Pietroburgo
- Tintoretto, Ritratto del Doge Priuli, già in collezione Corsini di New York, collezione privata
- Tiziano, Madonna con santi, collezione Bergsteen, Stoccolma
- Tiziano (copia da), Ritratto di Laura Dianti, non rintracciato
- Benvenuto Tisi da Garofalo, Adorazione dei magi, olio su tavola, 36×25,5 cm, 1522-1525, Statens Museum for Kunst, Copenaghen
- Benvenuto Tisi da Garofalo, Visione di sant'Agostino, olio su tavola, 64,5×81,9 cm, 1524, National Gallery, Londra
- Perin del Vaga, San Matteo e il donatore, olio su tavola, 171,5×96 cm, 1516-1547, Statens Museum for Kunst, Copenaghen
- Velazquez, Ritratto del principe Baltasar Carlos a cavallo, olio su tela, 209×173 cm, 1635 circa, Wallace Collection, Londra
- Velazquez (copia da), Ritratto di papa Innocenzo X, olio su tela, 61,5×49 cm, XVII secolo, Galleria nazionale d'arte antica di Palazzo Barberini, Roma (in deposito a palazzo Chigi)
- Claude Joseph Vernet, Paesaggio con cascata, Mauritshuis, L'Aia
- Claude Joseph Vernet, Paesaggio con incendio di notte, Alte Pinakothek, Monaco di Baviera
- Claude Joseph Vernet, Paesaggio con marina, Mauritshuis, L'Aia
- Claude Joseph Vernet, Paesaggio con mattino di nebbia, Alte Pinakothek, Monaco di Baviera
- Paolo Veronese, Ritratto di Bianca Cappello (cosiddetta Allegoria della Fede con calice in mano), collezione privata
- Johannes Cornelisz Verspronck (attribuito a), Ritratto di dama, olio su tela, 59×44 cm, XVII secolo, Galleria nazionale d'arte antica di Palazzo Barberini, Roma
- Johannes Cornelisz Verspronck (attribuito a), Ritratto di uomo (detto lo sposo), olio su tela, 78,5×67,5 cm, 1640, Galleria nazionale d'arte antica di Palazzo Barberini, Roma
- Gaspar van Wittel, Veduta con la cascata di Aniene, collezione privata
- Gaspar van Wittel, Veduta di Ronciglione, collezione di Credito Popolare, Roma

- Gaspar van Wittel, Veduta ideale, collezione privata

## Albero genealogico degli eredi della collezione
Segue un sommario albero genealogico degli eredi della collezione di Silvio Valenti Gonzaga, dove sono evidenziati in grassetto gli esponenti della famiglia che hanno ereditato, custodito, o che comunque sono risultati influenti nelle dinamiche inerenti alla collezione d'arte. Per semplicità, il cognome Valenti Gonzaga viene abbreviato a "V. G.".
|                         |                         | | | | | | | |
|                         |                         | | | Carlo Francesco Ottavio V. G. (1649-1699) (II marchese di Montilio, sposato con Barbara Andreasi) | | | | |
|                         |                         | | | | | | | |
|                         |                         | | | | | | | |
|                         |                         | | Odoardo V. G. (1682-1743), (III marchese di Montilio) | Odoardo V. G. (1682-1743), (III marchese di Montilio) | Silvio V. G. (1690-1756) (cardinale e Segretario di Stato di papa Benedetto XIV Lambertini) | Silvio V. G. (1690-1756) (cardinale e Segretario di Stato di papa Benedetto XIV Lambertini) | | |
|                         |                         | | | | | | | |
|                         |                         | | | | | | | |
| Lucia V. G. (1720-1775) | Lucia V. G. (1720-1775) | Carlo V. G. (1722-1783) (marchese sposato con Beatrice Bentivoglio, è investito della proprietà dell'eredità dello zio; nel 1763 assieme al fratello organizza la vendita a un'asta battuta ad Amsterdam di un corposo lotto della collezione, le cui opere confluiranno in gran parte nei musei nazionali di Copenaghen, San Pietroburgo e Stoccolma) | Carlo V. G. (1722-1783) (marchese sposato con Beatrice Bentivoglio, è investito della proprietà dell'eredità dello zio; nel 1763 assieme al fratello organizza la vendita a un'asta battuta ad Amsterdam di un corposo lotto della collezione, le cui opere confluiranno in gran parte nei musei nazionali di Copenaghen, San Pietroburgo e Stoccolma) | Luigi V. G. (1725-1808) (cardinale, eredita la collezione alla morte dello zio; nel 1763 assieme al fratello organizza la vendita a un'asta battuta ad Amsterdam di un corposo lotto della collezione, le cui opere confluiranno in gran parte nei musei nazionali di Copenaghen, San Pietroburgo e Stoccolma)) | Luigi V. G. (1725-1808) (cardinale, eredita la collezione alla morte dello zio; nel 1763 assieme al fratello organizza la vendita a un'asta battuta ad Amsterdam di un corposo lotto della collezione, le cui opere confluiranno in gran parte nei musei nazionali di Copenaghen, San Pietroburgo e Stoccolma)) | Antonio V. G. (1732-?) (IV marchese di Montilio) | Antonio V. G. (1732-?) (IV marchese di Montilio) | |
|                         |                         | | | | | | | |
|                         |                         | | | | | | | |
|                         |                         | | | | Odoardo V. G. (1785-1863) (alla morte del padre nel 1808 un importante gruppo di opere viene acquistato dalla famiglia Torlonia; sposato con Teresa Anguissola Scotti da cui non ha prole, pertanto in assenza di eredi con lui si estingue la linea diretta V. G.)                                             | Odoardo V. G. (1785-1863) (alla morte del padre nel 1808 un importante gruppo di opere viene acquistato dalla famiglia Torlonia; sposato con Teresa Anguissola Scotti da cui non ha prole, pertanto in assenza di eredi con lui si estingue la linea diretta V. G.) | Teresa V. G. (1793-1871) (sposata col conte Francesco Arrivabene, acquisisce l'eredità familiare del fratello, portando parte del patrimonio mobiliare a Venezia, dove ha origine la famiglia del consorte) | Teresa V. G. (1793-1871) (sposata col conte Francesco Arrivabene, acquisisce l'eredità familiare del fratello, portando parte del patrimonio mobiliare a Venezia, dove ha origine la famiglia del consorte) |
|                         |                         | | | | | | | |
|                         |                         | | | | | | | |
|                         |                         | | | | | | [...] | |